# Gary Cole
Pour les articles homonymes, voir Cole.
Gary Cole est un acteur américain, né le 20 septembre 1956 à Park Ridge (Illinois).

## Biographie

### Jeunesse
Gary Cole est né le 20 septembre 1956 à Park Ridge dans l'Illinois.
Ses parents sont Robert et Margaret Cole. Il a une sœur aînée, Nancy Cole.

### Carrière
Au cinéma, il est apparu dans La Tribu Brady, Photo Obsession, 35 heures, c'est déjà trop, Dodgeball ! Même pas mal ! et Ricky Bobby : Roi du circuit.
De 1988 à 1991, il interprète Jack « Nighthawk » Killian dans la série Jack Killian, l'homme au micro.
De 1995 à 1996, il joue le shérif Lucas Buck dans la série horrifique American Gothic.
En 1999, il joue le capitaine Matthew Gideon dans la série 2267, ultime croisade (Crusade).
De 2000 à 2007, il prête sa voix à Harvey Birdman, protagoniste de la série d'animation comique Harvey Birdman, Attorney at Law diffusée sur Adult Swim. En 2001, il prête sa voix au sénateur Allen Carter dans le pilote en trois parties de la série d'animation Justice League. De 2002 à 2007, il prête sa voix au Dr James Possible dans la série d'animation Kim Possible.
De 2003 à 2006, il joue le vice-président des États-Unis Bob Russell dans la série politique À la Maison-Blanche d'Aaron Sorkin.
Il joue l'expert en balistique Kurt McVeigh dans la série The Good Wife entre 2010 et 2016, puis, reprend le rôle depuis 2017 dans la série dérivée The Good Fight.
À partir de sa seconde saison diffusée en 2013 et jusqu'à sa conclusion en 2019, il incarne le conseiller Kent Davison dans la satire politique Veep portée par Julia Louis-Dreyfus.
Il joue son propre rôle lors d'une mission fugitive du jeu d'infiltration Hitman (2016).
En 2018, il reprend le rôle d'Harvey Birdman pour les besoins du téléfilm d'animation Harvey Birdman: Attorney General (en). La même année, et ce jusqu'en 2019, il tient le rôle récurrent du chef Grissom dans la série Chicago Fire,.
De 2019 à 2021, il tient un des principaux rôles de la sitcom Mixed-ish. La série est annulée au bout de deux saisons.
Annoncé en juin 2021, il rejoint le casting principal de la série NCIS à partir de la dix-neuvième saison, remplaçant Mark Harmon dont le départ progressif de la série est annoncé au même moment.

### Vie privée
De 1992 à 2017, il a été marié à l'actrice Teddi Siddall. En 2018, Teddi Siddal décède. Ils ont une fille, Mary.
Depuis 2021, il est remarié à Michelle Knapp.

## Filmographie

### Cinéma

#### Longs métrages
- 1986 : Lucas de David Seltzer : l'assistant du coach
- 1993 : Dans la ligne de mire de Wolfgang Petersen : agent Bill Watts
- 1995 : La Tribu Brady de Betty Thomas : Mike Brady
- 1996 : Les Nouvelles Aventures de la famille Brady d'Arlene Sanford : Mike Brady
- 1997 : Flics sans scrupules de Jim Kouf : Richard Simms
- 1997 : Santa Fe d'Andrew Shea : Paul Thomas
- 1998 : Un plan simple de Sam Raimi : Neil Baxter
- 1998 : Sacré Père Noël d'Arlene Sanford : M. Wilkinson
- 1999 : 35 heures, c'est déjà trop de Mike Judge : Bill Lumbergh
- 1999 : La Profondeur du ciel (en) de Roger Young : Marty
- 2000 : Intuitions de Sam Raimi : David Duncan
- 2001 : The Rising Place (en) de Tom Rice : Avery Hodge
- 2002 : Photo Obsession de Mark Romanek : Bill Owens
- 2002 : Espion et demi de Betty Thomas : Carlos
- 2004 : Rendez-vous avec une star de Robert Luketic : Henry Futch
- 2004 : Dodgeball ! Même pas mal ! de Rawson Marshall Thurber : Cotton Mcknight
- 2005 : Le Cercle 2 d'Hideo Nakata : Martin Savide
- 2005 : Crazy in Love de Petter Næss : Wallace
- 2005 : Cry Wolf de Jeff Wadlow : M. Matthews
- 2006 : Ricky Bobby : Roi du circuit d'Adam McKay : Reese Bobby
- 2007 : American Pastime de Desmond Nakano : Billy Burrell
- 2007 : Agent double de Billy Ray : Rich Garces
- 2008 : Délire Express de David Gordon Green : Ted Jones
- 2008 : Forever Strong de Ryan Little : Larry Gelwix
- 2008 : Conspiration d'Adam Marcus (en) : Rhodes
- 2009 : A Good Funeral de David Moreton : Stan Talmadge
- 2010 : La Famille Jones de Derrick Borte : Larry Symonds
- 2011 : Vampire University de Matt Jespersen et Maclain Nelson (de) : Dr Arthur Levine
- 2011 : The Chicago 8 de Pinchas Perry : Bill Kunstler
- 2011 : The Last Rites of Joe May (en) de Joe Maggio (en) : Lenny
- 2014 : The Town That Dreaded Sundown d'Alfonso Gomez-Rejon : le chef-adjoint Tillman
- 2014 : Tammy de Ben Falcone : Earl
- 2014 : Date and Switch (en) de Chris Nelson : Dwayne
- 2015 : Cœur de bronze de Bryan Buckley : Stan Greggory
- 2015 : Everyday Miracles de Marty Madden : Clay Peaks
- 2015 : Divine Access (en) de Steven Chester Prince : le révérend Guy Roy Davis
- 2015 : Christmas Eve (en) de Mitch Davis (en) : Dr Roberts
- 2016 : Hot Air de Derek Sieg : un aviateur
- 2018 : Seven in Heaven de Chris Eigeman : M. Wallace
- 2018 : Contrôle parental de Kay Cannon (en) : Roy
- 2018 : Invincible : Le Chemin de la rédemption d'Harold Cronk (en) : Dr George Bailey
- 2018 : Under the Eiffel Tower (en) d'Archie Borders : Gerard
- 2019 : Dans les yeux d'Enzo de Simon Curtis : Don Kitch
- 2020 : Darkness Falls (en) de Julien Seri : Mark Witver

#### Courts métrages
- 2000 : American Adventure de Troy Miller : Chuck
- 2006 : Company Town de Thomas Carter : Martin Amberson
- 2007 : My Wife Is Retarded d'Etan Cohen : Dr Heichman
- 2007 : Goodnight, Vagina de Stacy Sherman et Brie Turner O'Banion : Dr Milstein
- 2007 : Diggs Tailwagger de Derek Drymon : le capitaine (animation, voix originale)
- 2010 : DC Showcase: The Spectre de Joaquim Dos Santos : Jim Corrigan / The Spectre
- 2013 : Paranormal Roommates de Benton Connor : le commissaire Brogan
- 2022 : Walmart's Black Friday Deals for Days: Case of the Mondays : Bill Lumbergh

#### Films d'animation
- 2010 : Batman et Red Hood : Sous le masque rouge de Brandon Vietti : James Gordon (voix originale)
- 2011 : Hop de Tim Hill : Henry O'Hare (voix originale)
- 2017 : Scooby-Doo : Le Clash des Sammys de Matt Peters (en), Dongwan Jung, Young Won Jung et Jinsung Kim : Rafe (voix originale)
- 2020 : Batman : Un deuil dans la famille (en) : James Gordon / Harvey Dent / Double-Face (voix originale)
- 2022 : Beavis and Butt-Head Do the Universe de Mike Judge : Mattison (voix originale)
- 2022 : Bob's Burgers, le film (en) de Loren Bouchard et Bernard Derriman (en) : le sergent Bosco (voix originale)

### Télévision

#### Téléfilms
- 1983 : Heart of Steel de Donald Wrye (en) : Lee
- 1985 : First Steps (en) de Sheldon Larry : Manny
- 1986 : Tel père, tel fils (Vital Signs) de Stuart Millar : Dr Hayward
- 1989 : Vivre sans elle (en) de Waris Hussein : Scott Grimes
- 1990 : Le Vieil Homme et la Mer (en) de Jud Taylor : Tom Pruitt
- 1993 : The Switch de Bobby Roth : Larry McAfee
- 1993 : Mercenaire par amour (When Love Kills: The Seduction of John Hearn) de Larry Elikann : John Hearn
- 1994 : La Quatrième Dimension : L'Ultime Voyage de Robert Markowitz : James (segment The Theater)
- 1994 : Le Courage de l'amour (en) de Michael Toshiyuki Uno : Jay Barton
- 1994 : Fortitude  (Fall from Grace) de Waris Hussein : Major Tom O'Neill
- 1996 : Liaison impossible d'Alan Metzger (en) : Pete Nash
- 1997 : Double Mensonge (Lies He Told) de Larry Elikann : Dave
- 2000 : American Adventure de Troy Miller : Chuck
- 2002 : Cadet Kelly de Larry Shaw : Général Joe Maxwell
- 2002 : The Brady Bunch in the White House (en) de Neal Israel : Mike Brady
- 2003 : Kim Possible : La Clé du temps de Steve Loter : Dr James Possible (voix)
- 2004 : Pop Rocks (en) de Ron Lagomarsino : Jerry "Dagger" Harden
- 2005 : Kim Possible, le film : Mission Cupidon de Steve Loter : Dr James Possible (voix)
- 2007 : Shérif, fais-moi peur : Naissance d'une légende de Robert Berlinger (en) : Le narrateur (voix)
- 2012 : Le Déshonneur d'un Colonel de Norma Bailey : Colonel Russell Williams
- 2017 : Small Crimes d'E. L. Katz (en) : Dan Pleasant
- 2018 : Harvey Birdman: Attorney General (en) : Harvey Birdman (voix)

#### Séries télévisées
- 1984 : Une intime conviction (en) : Capitaine Jeffrey MacDonald
- 1985 : La Cinquième Dimension : Daniel Gaddis
- 1986 : Deux Flics à Miami : Jackson Crane
- 1986 : Jack and Mike (en) : Chris Sykes
- 1987 : Clair de lune : Alan McClafferty
- 1987 : L'Emprise du mal : Jack Holtz
- 1988-1991 : Jack Killian, l'homme au micro : Jack Killian
- 1991 : Son of the Morning Star (film) (en) : George Armstrong Custer
- 1995-1996 : American Gothic : Shérif Lucas Buck
- 1998 : De la Terre à la Lune : Edgar Mitchell, l'astronaute
- 1998 : Au-delà du réel : L'aventure continue : Détective Ray Venable
- 1998 : La Loi du colt (en) : Travis Everett Thornberry
- 1999 : 2267, ultime croisade : Matthew Gideon
- 1999 / 2001 / 2004 : The Practice : Donnell et Associés : Solomon Tager
- 2000 : Associées pour la loi : Alan
- 2000 : Les Anges du bonheur : Charlie Radcliff
- 2000 : Frasier : Luke Parker
- 2000 : What About Joan? (en) : Justin
- 2002-2003 : Family Affair (en) : William "Bill" Davis
- 2003 : Monk, épisode Monk et le play-boy : Dexter Larsen
- 2003 : Le Justicier de l'ombre : Johnny Larson
- 2003 : Karen Sisco : Konner
- 2003-2006 : À la Maison-Blanche : Bob Russell, Vice-Président
- 2004 : New York, unité spéciale : Xander Henry
- 2005 : Wanted : Lieutenant Conrad Rose
- 2006 : Arrested Development : Agent Richard Shaw
- 2007 : Supernatural : Brad Redding, un producteur assassiné
- 2007 : Shark : Christian Chambers
- 2008 : Desperate Housewives : Wayne Davis, ex mari de Katherine Mayfair
- 2008 : Psych : Enquêteur malgré lui : le commandant Cameron Lutz
- 2008 : 12 Miles of Bad Road (en) : Jerry Shakespeare
- 2008-2010 : Entourage : Andrew Klein
- 2008 / 2011 : Chuck : Jack Burton
- 2009 : Numbers : Shepard Crater
- 2009 : The Cleaner : Davis Durham
- 2010 : The Closer : L.A. enquêtes prioritaires : le major Edward Dorcet
- 2010 : Bailey et Stark : Frank Savage
- 2010-2016 : The Good Wife : Kurt McVeigh
- 2011 : True Blood : Earl Stackouse
- 2011 : Larry et son nombril : Joe O'Donnell
- 2011 / 2013 / 2016 / 2019 : Suits : Avocats sur mesure : Cameron Dennis
- 2012 : Hart of Dixie : Dr Ethan Hart
- 2012 : Royal Pains : Simon Braddock
- 2012 : 30 Rock : Roger
- 2012 : Wedding Band : Jack
- 2013-2019 : Veep : Kent Davidson
- 2015 : Mr. Robinson (en) : Neville Rex
- 2016 : Angie Tribeca : Professeur Everett Lamereau
- 2016 : Unforgettable : Clay Tendler
- 2016 : Angel from Hell : Stephen Williams
- 2016-2017 : Mercy Street (en) : James Green
- 2017-2022 : The Good Fight : Kurt McVeigh
- 2018-2019 : Chicago Fire : Chef Carl Grissom
- 2019 : Fam (en) : Freddy
- 2019-2021 : Mixed-ish : Harrison Jackson III
- 2020 : Room 104 : Chip Crawford
- depuis 2021 : NCIS : Enquêtes spéciales : Alden Parker
- 2022-2023 : NCIS: Hawaiʻi : Alden Parker
- 2023 : NCIS : Los Angeles : Alden Parker
- 2023 : White House Plumbers (en) : Mark Felt
- 2023 : Waco: The Aftermath : Gordon Novel

#### Séries d'animation
- 2000 : Batman, la relève : Zeta (voix)
- 2000-2007 : Harvey Birdman, Attorney at Law : Harvey Birdman / Juge Hiram Mightor (voix)
- depuis 2000 : Les Griffin : Principal Shepherd / Mike Brady (voix)
- 2001 : La Ligue des justiciers : le sénateur Carter (voix)
- 2002 : Teamo Supremo : M. Vague (voix)
- 2002-2007 : Kim Possible : Dr James Possible (voix)
- 2005 : Les Rois du Texas : Vance Gilbert (voix)
- 2010-2012 : Les Pingouins de Madagascar : le commissaire McSlade (voix)
- 2010 - 2013 : Scooby-Doo : Mystères associés : le maire Fred Jones Sr. (voix)
- 2011 : Pound Puppies (en) : Slick (voix)
- 2012-2021 : Bob's Burgers : le sergent Bosco (voix)
- 2014 : Phinéas et Ferb : le  principal Lang (voix)
- 2014 : La Légende de Korra : le sergent Dai Li / un homme riche (voix)
- 2014-2015 : Archer : agent Hawley (voix)
- 2014-2017 : Penn Zero : Héros à mi-temps : Brock Zero (voix)
- 2014-2021 : Tom et Jerry Show : le narrateur (voix)
- 2015 : Rick et Morty : un médecin alien (voix)
- 2015-2017 : F Is for Family : Rodger Dunbarton (voix)
- 2016 : La Ligue des justiciers : Action : Black Adam (voix)
- 2016 : Ours pour un et un pour t'ours : le directeur (voix)
- 2017-2018 : Stretch Armstrong et les Flex Fighters (en) : Mark Armstrong (voix)
- 2018 : The Venture Bros. : Professeur Von Helping (voix)
- 2018-2019 : Trolls : En avant la musique ! : Sky Toronto (voix)
- 2019 : Love, Death and Robots : l'inspecteur (voix)
- 2019 : Marvel Rising, Initiation : Invisibilio (voix)
- 2019-2020 : Les Pérégrinations d'Archibald (en) : l'officier Jones, un mime et un homme au bowling (voix)
- 2019 / 2022 : American Dad! : Ted Robinson (voix)
- 2019-2023 : Big Mouth : Edward MacDell (voix)
- 2020 : Star Trek: Lower Decks : Leonard de Vinci (voix)
- 2021 : Queer Force : le directeur Dirk Chunley (voix)
- 2021 : Trolls Trollstopia : Sky Toronto (voix)
- 2021 : Archibald's Next Big Thing Is Here (en) : l'officier Jones (voix)
- 2021-2022 : Inside Job : le père dans la sitcom et un policier (voix)
- 2022 : The Great North : Elwin Kreb (voix)
- 2023 : Véra : Lamont (voix)
- 2023 : Agent Elvis : le président Richard Nixon (voix)

## Voix francophones
En version française, Patrick Poivey est la voix régulière de Gary Cole,, jusqu'à sa mort en 2020. Philippe Vincent et Jean-Luc Kayser,, l'ont également doublé chacun à huit et six reprises.